# Olimpia Sforza Visconti
Olimpia Sforza Visconti (11 gennaio 1628 – dopo il 1692) è stata una nobile italiana.

## Biografia
Olimpia era figlia di Giovanni Paolo II Sforza, secondo marchese di Caravaggio e di Maria Aldobrandini.
Nel dicembre del 1644 sposò Ferdinando I Gonzaga, principe di Castiglione e marchese di Medole.
Morì dopo il 1692.

## Discendenza
Olimpia e Ferdinando ebbero tre figli:
- Luigi (1646-1650);
- Bibiana (1650-1717), sposò Carlo Filiberto d'Este, 5º marchese di Borgomanero e Porlezza e 3º marchese di Santa Cristina;
- Luigia Ludovica (1653-1715), sposò Federico II Gonzaga di Luzzara.

## Ascendenza
|                                                                  |                      |                                | Genitori                                    |  |  | Nonni |  |  | Bisnonni                                       |  |  | Trisnonni                                 |  |
|                                                                  |                      |                                |                                             |  |  |       |  |  | Francesco I Sforza, III marchese di Caravaggio |  |  | Muzio I Sforza, II marchese di Caravaggio |  |
|                                                                  |                      |                                |                                             |  |  |       |  |  | Francesco I Sforza, III marchese di Caravaggio |  |  | Muzio I Sforza, II marchese di Caravaggio |  |
|                                                                  |                      | Faustina Sforza di Santa Fiora |                                             |  |  |       |  |  | Francesco I Sforza, III marchese di Caravaggio |  |  |                                           |  |
| Muzio II Sforza, IV marchese di Caravaggio                       |                      |                                |                                             |  |  |       |  |  | Francesco I Sforza, III marchese di Caravaggio |  |  |                                           |  |
|                                                                  |                      | Costanza Colonna               | Marcantonio II Colonna, III duca di Paliano |  |  |       |  |  |                                                |  |  |                                           |  |
|                                                                  |                      | Costanza Colonna               | Marcantonio II Colonna, III duca di Paliano |  |  |       |  |  |                                                |  |  |                                           |  |
|                                                                  |                      | Costanza Colonna               | Felice Orsini                               |  |  |       |  |  |                                                |  |  |                                           |  |
| Giovanni Paolo II Sforza, V marchese di Caravaggio               |                      | Costanza Colonna               |                                             |  |  |       |  |  |                                                |  |  |                                           |  |
|                                                                  |                      | Fabio Damasceni                | …                                           |  |  |       |  |  |                                                |  |  |                                           |  |
|                                                                  |                      | Fabio Damasceni                | …                                           |  |  |       |  |  |                                                |  |  |                                           |  |
|                                                                  |                      | Fabio Damasceni                | …                                           |  |  |       |  |  |                                                |  |  |                                           |  |
| Felice Orsina Damasceni Peretti                                  |                      | Fabio Damasceni                |                                             |  |  |       |  |  |                                                |  |  |                                           |  |
|                                                                  |                      | Maria Felice Mignucci Peretti  | Giambattista Mignucci                       |  |  |       |  |  |                                                |  |  |                                           |  |
|                                                                  |                      | Maria Felice Mignucci Peretti  | Giambattista Mignucci                       |  |  |       |  |  |                                                |  |  |                                           |  |
|                                                                  |                      | Maria Felice Mignucci Peretti  | Camilla Peretti, marchesa di Venafro        |  |  |       |  |  |                                                |  |  |                                           |  |
| Olimpia Sforza Visconti                                          |                      | Maria Felice Mignucci Peretti  |                                             |  |  |       |  |  |                                                |  |  |                                           |  |
|                                                                  | Giorgio Aldobrandini | Jacopo Aldobrandini            |                                             |  |  |       |  |  |                                                |  |  |                                           |  |
|                                                                  | Giorgio Aldobrandini | Jacopo Aldobrandini            |                                             |  |  |       |  |  |                                                |  |  |                                           |  |
|                                                                  | Giorgio Aldobrandini | Bartolomea Ambrogi             |                                             |  |  |       |  |  |                                                |  |  |                                           |  |
| Giovanni Francesco Aldobrandini, I principe di Meldola e Sarsina | Giorgio Aldobrandini |                                |                                             |  |  |       |  |  |                                                |  |  |                                           |  |
|                                                                  |                      | Margherita dal Corno           | Donato dal Corno                            |  |  |       |  |  |                                                |  |  |                                           |  |
|                                                                  |                      | Margherita dal Corno           | Donato dal Corno                            |  |  |       |  |  |                                                |  |  |                                           |  |
|                                                                  |                      | Margherita dal Corno           | …                                           |  |  |       |  |  |                                                |  |  |                                           |  |
| Maria Aldobrandini                                               |                      | Margherita dal Corno           |                                             |  |  |       |  |  |                                                |  |  |                                           |  |
|                                                                  |                      | Pietro Aldobrandini            | Silvestro Aldobrandini                      |  |  |       |  |  |                                                |  |  |                                           |  |
|                                                                  |                      | Pietro Aldobrandini            | Silvestro Aldobrandini                      |  |  |       |  |  |                                                |  |  |                                           |  |
|                                                                  |                      | Pietro Aldobrandini            | Lisa Dati                                   |  |  |       |  |  |                                                |  |  |                                           |  |
| Olimpia Aldobrandini                                             |                      | Pietro Aldobrandini            |                                             |  |  |       |  |  |                                                |  |  |                                           |  |
|                                                                  |                      | Flaminia Ferracci              | …                                           |  |  |       |  |  |                                                |  |  |                                           |  |
|                                                                  |                      | Flaminia Ferracci              | …                                           |  |  |       |  |  |                                                |  |  |                                           |  |
|                                                                  |                      | Flaminia Ferracci              | …                                           |  |  |       |  |  |                                                |  |  |                                           |  |
|                                                                  |                      | Flaminia Ferracci              |                                             |  |  |       |  |  |                                                |  |  |                                           |  |